# Хлібозаготівлі
Хлібозаготівлі - перший етап продовольчої політики більшовиків в Україні, починаючи з проголошення рядянської влади в Харкові 1917 р.
Центральна Рада після Ультиматуму Раднаркому припинила транспортування хлібу на Північ, але після проголошення радянської влади у Харкові це рішення було негайно скасовано, а ешелони з українським хлібом попрямували до центральної Росії. Протягом перших чотирьох місяців 1918 р. більшовики вивезли з України 14-15 млн. пудів хлібу.
Вилучаючи хліб, більшовицька влада не гребувала реквізиціями, розправами над селянством, прямим насильством. 24 лютого Народний Секретаріат звернувся до рад "проявити всю рішучість у боротьбі зі спекуляцією і з приховуванням, не зупиняючись перед застосуванням, в необхідних випадках, збройної сили".

Із телеграми В. Леніна В. Антонову-Овсієнку і Г. Орджонікідзе від 15 січня 1918р.
В Харьков Антонову и Серго:
Ради бога,принимайте самые энергичные революционные меры для посылки хлеба,хлеба и хлеба!!!Иначе Питер может околеть.Особые поезда и отряды.Сбор и ссылка.Провожать поезда. Извещать ежедневно.Ради бога!
Ленин
Ленин В. Полное собрание сочинений. -Т.50. - С.30

26 січня 1919 року радянський уряд України запровадив державну монополію на хліб, цукор, чай і сіль, а 2 лютого зобов’язав Наркомпрод республіки надавати продовольчу допомогу РРФСР. Проте через відсутність радянського заготівельного та розподілчого апарату проголошення державної монополії виявилося порожньою декларацією, й уже 18 лютого 1919 року Наркомпрод УСРР роз’яснив, що “вона нічого спільного не має з ввозом хліба та інших продуктів у найближчі міста з навколишніх сіл і вільній продажі їх населенню на міських базарах і в лавках» [10, с.102]. Це рішення суперечило політиці «воєнного комунізму», яка повною мірою почала проводитися в РСФРР, й уже наступного дня ЦК РКП(б) ухвалив рішення про запровадження продовольчої розкладки в Україні, згідно з яким протягом трьох з половиною місяців до РСФРР мало надійти 50 млн. пудів збіжжя з урожаю 1918 року. Надлишок хліба в Україні Наркомпрод РСФРР визначив у розмірі 278,8 млн. пудів

## Хлібна розкладка 1920р.
Наприкінці лютого 1920р. Раднарком УСРР прийняв закон про хлібну розкладку, що мав забезпечити  сотні тисяч радянських службовців продовольством. З березня по вересень 1920р. з метою зміцнення продорганів ЦК КП(б)У було мобілізовано до продзагонів близько 15 тис. робітників, у тому числі понад 2 тис. членів більшовицької партії. Улітку 1920р. В.Ленін висунув грандіозний, але нереальний план пограбування українського села за допомогою армії. Війська Кавказького фронту виконували завдання, не гребуючи розстрілами, введенням кругової поруки, іншими формами тиску.
Селянство відмовлялося здавати хліб, а продзагони і військові частини зустрічало кулеметним і рушничним вогнем.
Таким чином, для «викачування хліба» з України більшовицький режим застосовував різні методи: продовольчу розкладку, продовольчі експедиції, військові заготівельні органи і різноманітні недержавні організації. Переважаючою серед них була продовольча розкладка, яка стягувалася силами продапарату УСРР, озброєними продзагонами й підрозділами Червоної армії.
Одним із наслідків хлібозаготівлі став Голодомор в Україні 1921-1923